# Kreis Abbiategrasso
Der Kreis Abbiategrasso (italienisch circondario di Abbiategrasso) existierte 1859 bis 1927 in der italienischen Provinz Mailand.

## Gemeinden (1863)
- mandamento I di Abbiategrasso
  - Abbiategrasso; Albairate; Bareggio; Bestazzo; Castellazzo dei Barzi; Cassinetta di Lugagnano; Castelletto Mendosio; Cisliano; Corbetta; Fagnano sul Naviglio; Ozero; Robecco sul Naviglio; San Pietro Bestazzo; San Vito e Marta
- mandamento II di Binasco
  - Barate; Besate; Binasco; Bonirola; Bubbiano; Calvignasco; Casarile; Caselle d'Ozero; Casirate Olona; Coazzano; Coronate; Gaggiano; Gudo Visconti; Lacchiarella; Mettone; Moncucco Vecchio; Motta Visconti; Noviglio; Pasturago; Rosate; San Novo; San Pietro Cusico; Tainate; Vermezzo; Vernate; Viganò; Vigonzino; Zelo Surrigone; Zibido San Giacomo
- mandamento III di Cuggiono
  - Arconate; Bienate; Borsano; Buscate; Busto Garolfo; Castano; Cuggiono; Dairago; Furato; Induno Ticino; Inveruno; Lonate Pozzolo; Magnago; Nosate; Robecchetto; Sant’Antonino Ticino; Tornavento; Turbigo; Vanzaghello; Villa Cortese
- mandamento IV di Magenta
  - Bernate Ticino; Boffalora sopra Ticino; Casone; Cassina Pobbia; Magenta; Marcallo; Mesero; Ossona; Santo Stefano Ticino; Sedriano; Vittuone